# Prunus leveilleana
Prunus leveilleana es una especie de planta del género Prunus, perteneciente a la familia Rosaceae.

## Taxonomía
Prunus leveilleana fue descrita por Bernhard Adalbert Emil Koehne en 1912.

## Distribución
Se encuentra en el territorio norte y este de China hasta Corea y Japón.